# Louis B. Mayer
Louis Burt Mayer, nascut amb el nom de Ezemiel Mayer (Dímer, Imperi Rus, actualment Ucraïna, 12 de juliol de 1884 - Los Angeles, 29 d'octubre de 1957) va ser un productor de cinema estatunidenc d'origen jueu ucraïnés. Fou un dels creadors de la productora cinematogràfica Metro-Goldwyn-Mayer (MGM). Nasqué a Dymer, al nord de Kíiv, dins una família jueva. Louis B Mayer, per diverses raons, mantenia que havia nascut a Minsk, Belarús, el 4 de juliol de 1885. Mayer amb la seva família emigrà a Rhode Island el 1887 a conseqüència de l'inici dels pogroms antijueus després de l'assassinat del tsar Alexandre III de Rússia. Després anaren a Saint John al Canadà on, a l'escola, ell i els seus germans patiren constant atacs per antisemitisme. El 1904 es traslladà a Boston on continuà treballant en el negoci del reciclar metall i diversos oficis més.

## Carrera al cinema
El 1910 comprà una sala de cinema a Nova York en l'època del cinema mut. El 1916, s'associa a Richard A. Rowland per crear la societat "Metro Pictures Corporation". El 1917 marxà a Califòrnia on obrí la seva pròpia productora, la "Louis B. Mayer Pictures"; seguidament s'uneixa a B.P. Schulberg per crear la "Mayer-Schulberg Studio". El 1924, Marcus Loew, que havia arribat a un acord amb Samuel Goldwyn, compra la "Louis B. Mayer Pictures" i fa a Mayer cap de la Metro-Goldwyn-Mayer.
Des de la meitat dels anys 20 i tota la dècada de 1930, Louis B. Mayer regnà al cinema de Hollywood i amb l'ajut del productor Irving Thalberg promourà un cinema espectacular i familiar al gust del gran públic. Durant la Segona Guerra Mundial va promoure una sèrie de films de propaganda militar. Va ser substituït del seu càrrec, per Dore Schary, l'any 1951 i el 1957 morí de leucèmia.

## Filmografia
- 1915: Always in the Way
- 1915: Barbara Frietchie
- 1916: Dimples
- 1916: Lovely Mary
- 1917: The Great Secret
- 1917: Somewhere in America
- 1918: Virtuous Wives
- 1919: A Midnight Romance
- 1919: Mary Regan
- 1919: Her Kingdom of Dreams
- 1919: Human Desire
- 1919: In Old Kentucky
- 1920: The Fighting Shepherdess
- 1920: The Inferior Sex
- 1920: Polly of the Storm Country
- 1920: The Yellow Typhoon
- 1920: The Woman in His House
- 1920: Harriet and the Piper
- 1921: Habit
- 1921: Sowing the Wind
- 1921: Playthings of Destiny
- 1921: The Invisible Fear
- 1921: Her Mad Bargain
- 1922: A Question of Honor
- 1922: The Woman He Married
- 1922: Rose o' the Sea
- 1923: Strangers of the Night
- 1923: The Wanters
- 1924: Thy Name Is Woman
- 1924: Why Men Leave Home
- 1924: He Who Gets Slapped
- 1924: Greed

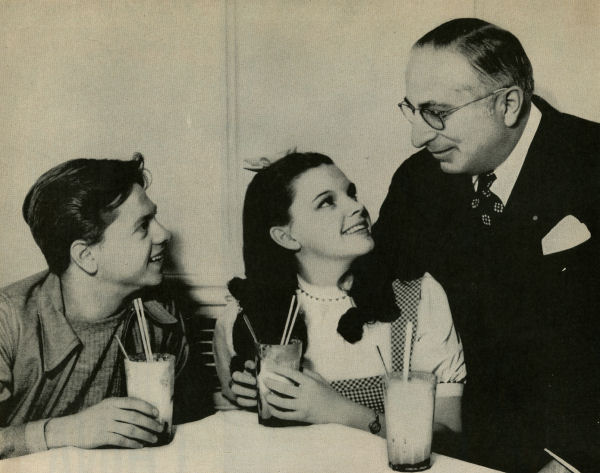
Louis B. Mayer, dret, amb Judy Garland i Mickey Rooney figures emblemàtiques de l'època daurada de Hollywood

- 1925: Ben-Hur: A Tale of the Christ
- 1940: I Take This Woman